# Александер Вокер Скотт
Александер Вокер Скотт (англ. Alexander Walker Scott; 1800–1883) — австралійський ентомолог, спеціалізувався, в основному, на метеликах.

## Біографія
Александер Скотт був сином доктора Геленуса і Августи Марії Скотт. Він народився в Бомбеї (Індія). Здобув освіту в гімназії міста Бат та коледжі Пітергауз (Кембридж), отримавши ступінь бакалавра в 1822 році та ступінь магістра в 1825 році. Скотт був обраний до Законодавчої Асамблеї Нового Південного Уельсу, представляючи Нортумберленд і Гантер з 1856 по 1859 роки, Нортумберленд у 1858—1859 роках і Нижній Гантер з 1860 по 1861 рік. У 1861 році довічно висунутий до Законодавчої ради, але не брав у ній участі й подав у відставку в 1866 році.

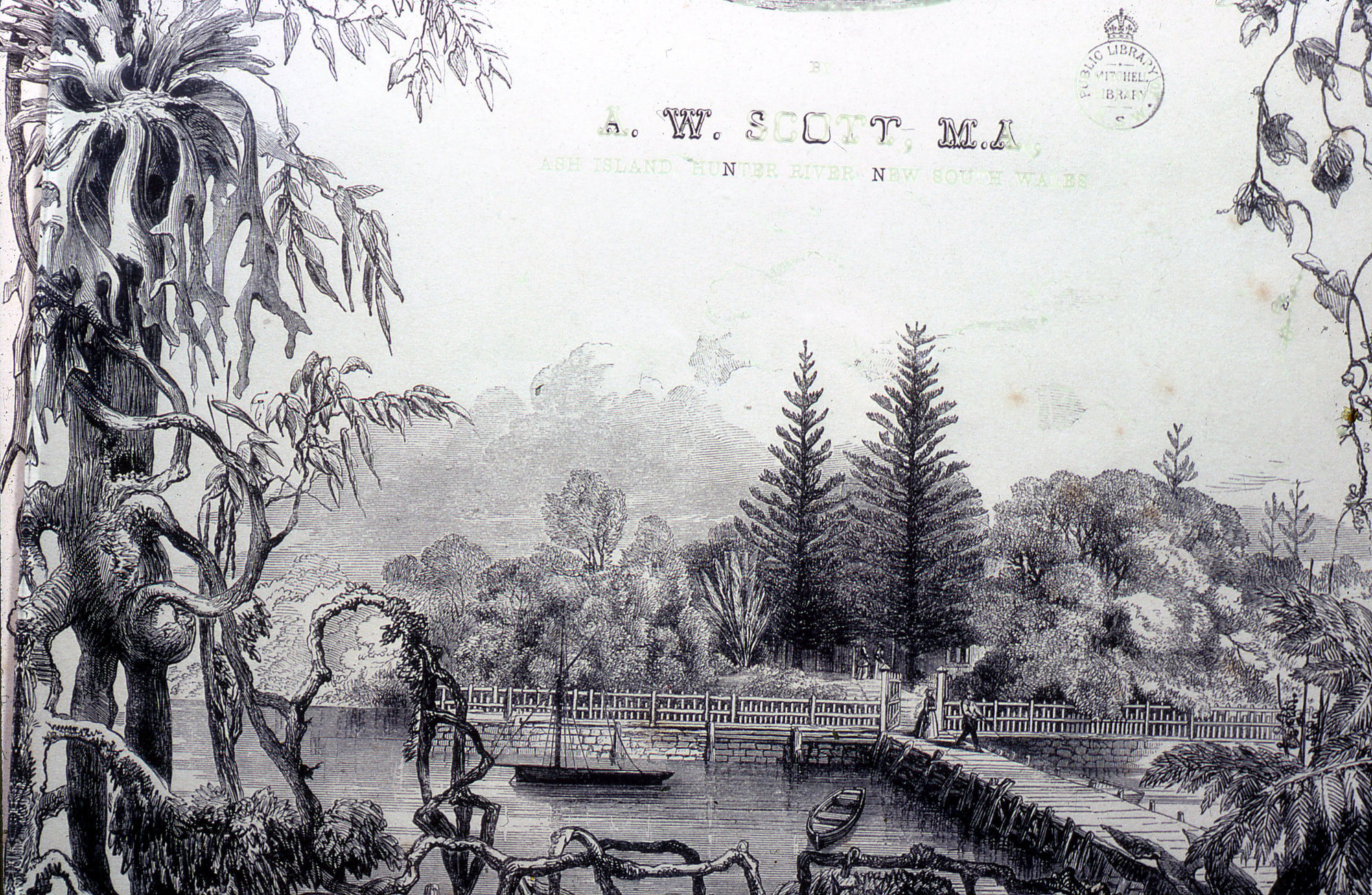
Острів Еш (художник А. В. Скотт)

Скотт жив на острові Еш на річці Гантер зі своєю дружиною, колишньою швачкою Гаррієт Калкотт, та двома дочками Гаррієт (1830—1907) та Геленою (1832—1910), які народилися в Сіднеї. На острові Еш сестри допомагали своєму батькові в його ентомологічній роботі, збираючи та готуючи зразки рослин та комах, а також приймали замовлення з живопису та літографії від австралійських натуралістів, включаючи Джерарда Креффта, Вільяма Маклея, Томаса Саткліфа Морта, Едварда Пірсона Ремзі, Вільяма Вуллса та Фердинанда Мюллера.
Сестри Скотт опублікували роботу Австралійські лускокрилі та їхні перетворення, почерпнуті із життя Гаррієт та Гелени Скотт (Australian Lepidoptera and their transformations, drawn from the life by Harriet and Helena Scott) з ілюстраціями комах на різних стадіях метаморфози, в середовищі, в якому вони жили та годувались. Ця робота, побачила світ у 1864 році, і була трудомісткою і дорогою.
Александер Вокер Скотт був довіреною особою Австралійського музею у 1862—1979 роках та членом Ентомологічного товариства Нового Південного Уельсу, заснованого в 1862 році. До товариства прийняли також Гелену і Гаррієт, що стало унікальним випадком, бо жінок серед членів товариства в цей час не було. Скотт помер у Паддінгтоні у 1883 році.
Колекція Скотта зберігається в Австралійському музеї в Сіднеї.

## Праці
- Description of an ovo-viviparous moth, belonging to the genus Tinea. Trans. Ent. Soc. London 1: 33–36 (1863).
- Australian Lepidoptera and their transformations, drawn from the life by Harriet and Helena Scott. 1. London: John van Voorst [ii]+36 pp., pls 1–9.(1864).
- On the «Agrotis vastator», a species of moth, now infesting the seaboard of New South Wales. Trans. Ent. Soc. London 2: 40–48 (1869).
- Australian Lepidoptera and their transformations, with illustrations drawn from the life by his daughters, Harriet Morgan and Helena Forde. Edited and revised by Arthur Sidney Olliff and Helena Forde. Sydney: Australian Museum 2 volumes.